# 濉河
濉河，古作睢水，位于中華人民共和國安徽省北部和江苏省西部，古睢水经黄河泛滥及历代治理后已面目全非，今濉河干道主要是指安徽省宿州市埇桥区张树闸以下河段，长151.7公里，流域面积3598平方公里。濉河有时与其支流为奎河合称为奎濉河，又曾经借唐河入淮，曾合称濉唐河。

## 历史
古睢水是战国魏开挖的鸿沟支派之一，故道自今河南开封东自鸿沟分出，东南流经河南东部，安徽北部，至今江苏宿迁市南注入古泗水。自隋开通济渠后，开封附近河段即被淤废，金元以后偶受到黄河南泛影响，故道日湮，到清朝时期河南境内河道已淤为平地。及至中华人民共和国成立之初，濉河源出今安徽省砀山县李庄镇卞楼村，以今洪碱河主源洪河为源，向东偏南流，至今江苏泗洪县临淮镇（俗称临淮头）注入洪泽湖。1950年在安徽灵璧县浍沟镇以下开挖了新濉河，同时全线封闭濉河南堤，划清了与唐河的分界线，结束了濉河长期经唐河南流入淮的历史。1970年又将张树闸以上来水通过濉河引河截入新汴河，同年实施调尾工程，在江苏泗洪县车门乡小韩庄（皖苏两省交界处）以下，将新老濉河分离，以两河三堤的形式平行注入洪泽湖溧河洼，形成今貌。

## 干流概况

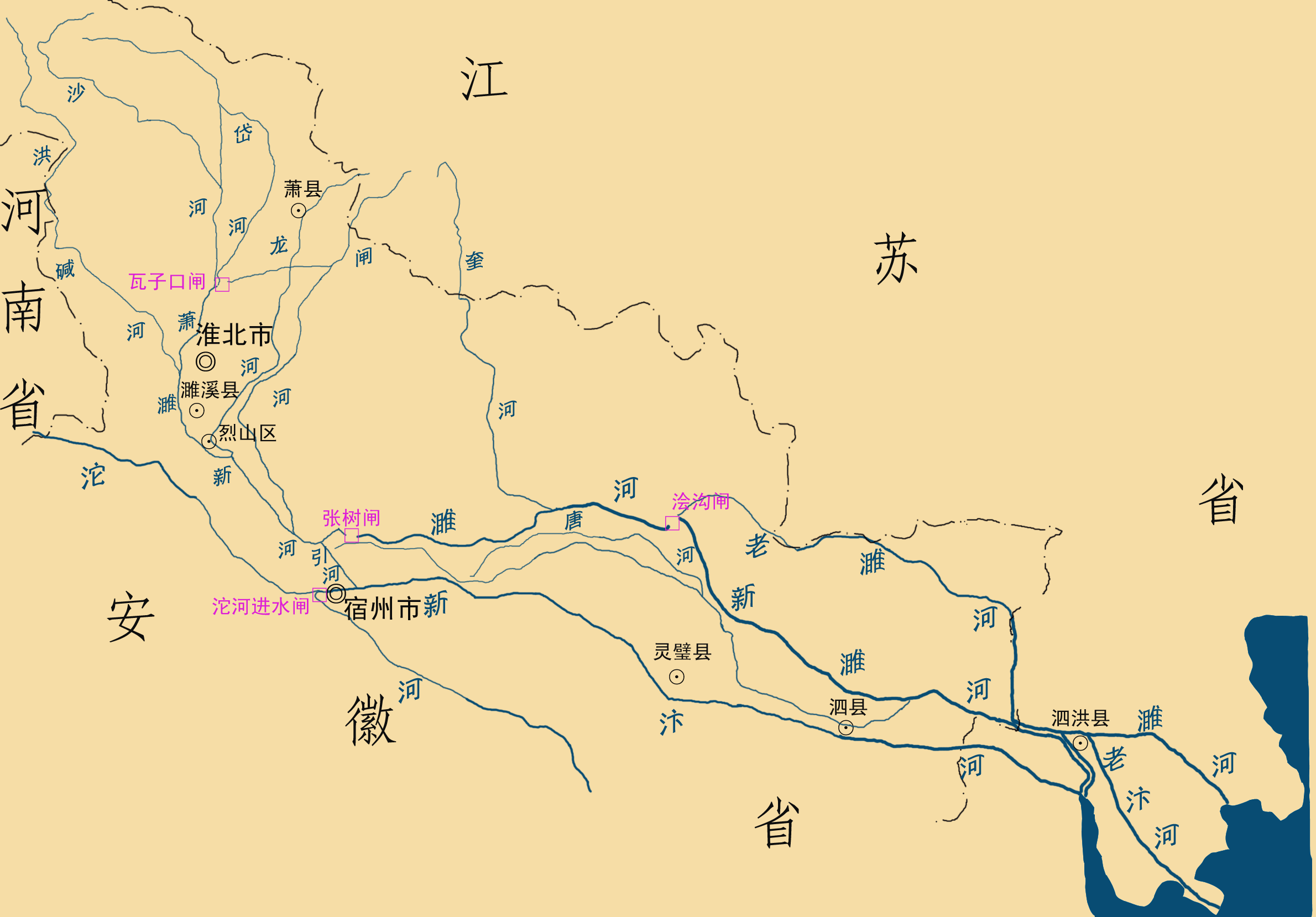
濉河干流及其主要支流示意图。

### 萧濉新河
濉河在安徽省宿州市埇桥区张树闸以上为萧濉新河，系1958年为保淮北煤矿安全而开挖，北起安徽萧县南部丁里镇瓦子口闸，承接闸河、龙河、岱河、沙河等河上游来水，向南大致沿淮北市与濉溪县边界流入宿州市，至符离镇南津浦铁路大桥附近，右岸有濉河引河与新汴河相通，今常常将濉河上段这部分归入新汴河流域。剩余部分的萧濉新河继续蜿蜒向东流至张树闸。

### 新濉河
濉河干流自宿州市符离镇张树闸起，向东流至灵璧县浍沟镇，之后分为两之，南支为1950年开挖的新濉河，北支为濉河旧道老濉河。新濉河自浍沟镇向东南流经泗县中部地区，至江苏省泗洪县车门乡小韩庄进入江苏境内，并于老濉河平行形成两河三堤格局。两河并行经泗洪县城西郊的濉河大桥后折向西南，最后于瑶沟乡东部注入洪泽湖溧河洼。

### 老濉河
老濉河自灵璧县浍沟镇起，向东流经灵璧县大路乡、大庙乡，然后沿泗县与江苏泗洪县边界东流，在泗县大庄镇北折向东南，流经泗县东北部地区，至刘圩镇东折向南，再次沿泗县与江苏泗洪县边界，南流至泗洪县车门乡小韩庄被折向东，与新濉河并行进入江苏境内。老濉河与新濉河并行经过泗洪县城西郊的濉河大桥后，一折向西南，最后共同注入洪泽湖溧河洼。
另外，泗洪县境内还残存部分濉河故道，演变为泗洪境内排涝专用河道。这部分濉河西起泗洪县城青阳镇西青阳西闸，与老濉河相通，东流至世纪公园右岸又分出老汴河沿着濉河故道东南流至临淮镇（俗称临淮头）注入洪泽湖，濉河继续向东，左纳利民河后折向东南，于半城镇东汇入洪泽湖。

## 延伸阅读
[在维基数据编辑]
 《欽定古今圖書集成·方輿彙編·山川典·睢水部》，出自陈梦雷《古今圖書集成》